# Albert Lenoir
Pour les articles homonymes, voir Lenoir.
Albert Lenoir, né le 21 octobre 1801 à Paris et mort le 17 février 1891 dans la même ville, est un historien, archéologue, écrivain, voyageur et peintre français. Il est célèbre pour avoir créé le Musée du Moyen Âge à Paris en 1844 et l'avoir dirigé pendant 40 ans, et pour avoir édité une Statistique monumentale de Paris (1840-1867), première tentative scientifique de parler des grands monuments parisiens.

## Biographie
Fils d’Alexandre Lenoir et de Adélaïde Binart, Albert Lenoir fait ses études au collège Henri-IV. Il entre ensuite dans l’atelier de l’architecte François Debret en 1819, puis le 19 novembre 1820 est admis « en première classe » à l’École des beaux-arts où il étudie l'architecture. En 1824, il entame un voyage dans le Midi de la France avec Charles Texier et Adolphe Bériot.
De 1830 à 1833, il part pour l'Italie en compagnie de l’architecte Alexis Cendrier. À Rome, il retrouve Félix Duban, rencontré à l’atelier Debret, Henri Labrouste, Joseph-Louis Duc et Léon Vaudoyer, qui composent selon leur propre expression la « génération romantique ». Il visite Florence, Sienne, Pérouse, Naples, Palerme et Messine, et s'intéresse à l'antiquité gréco-romaine, étrusque et aux basiliques paléochrétiennes. Il devient dès 1831 un membre actif du nouvel Istituto di Corrispondenza Archeologica, fondé par Eduard Gerhard deux ans plus tôt, et publie dans son journal des mémoires et des dessins relatifs aux édifices grecs découverts en 1830 à Solonte.
De retour à Paris, il présente au Salon de Paris de 1833 un Projet d’un musée historique formé par la réunion du Palais des Thermes et de l’Hôtel de Cluny. Il propose d'y exposer les œuvres d'art selon un ordre chronologique, mais en insistant sur la continuité de l’évolution de l’art à travers les siècles. Son travail est couronné par l’Académie, salué et encouragé par l’Inspecteur général des Monuments historiques Ludovic Vitet.
En 1834, il expose au Salon ses dessins exécutés lors des fouilles de Sicile et de Toscane.
En 1835, il est nommé membre du Comité des arts et monuments historiques créé par François Guizot. À cette date également, il met en chantier la publication de la Statistique monumentale de Paris, vaste inventaire accompagné d'un appareil critique des monuments historiques de la Capitale.
En 1836, il part pour Athènes, Constantinople, les Cyclades, la mer Adriatique et revient par Venise et la Suisse. Durant son périple, il vérifie ses hypothèses développées notamment dans son Histoire de l’architecture chrétienne depuis le règne de Constantin jusqu’au XIIIe siècle (couronnée en 1834 par l’Académie des inscriptions et belles-lettres): le style gothique résulte de la fusion des styles latin, et grec ou byzantin. Il publie sur le sujet des articles dans la Revue générale de l’architecture ou les Annales archéologiques, ainsi que deux ouvrages, Architecture monastique et Instructions à l’usage des voyageurs en Orient (1856).

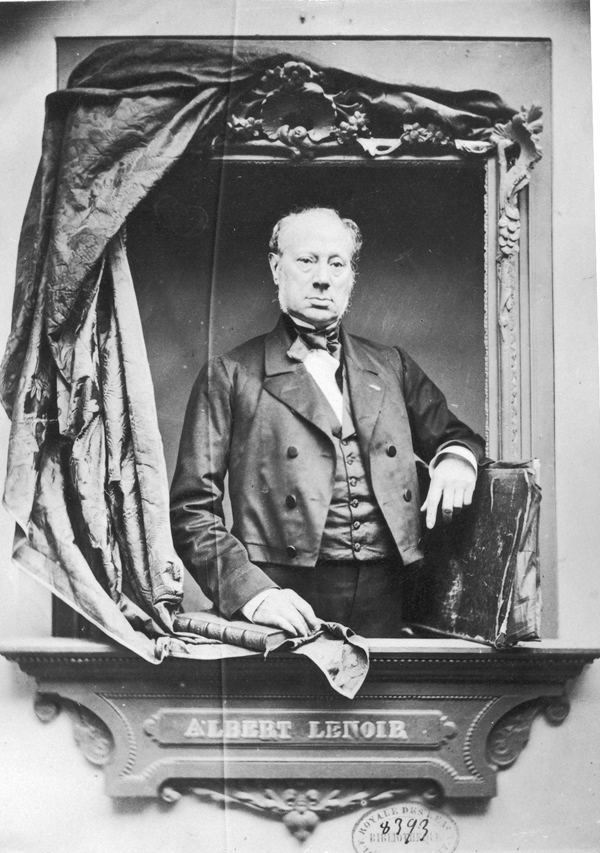
Portrait d'Albert Lenoir à 74 ans, par Adolphe Dallemagne (1875)

En 1837, Lenoir est nommé professeur d’architecture byzantine à la Bibliothèque impériale et il assure un « cours complet d’archéologie chrétienne » en tandem avec Adolphe Napoléon Didron.
En 1838, il est nommé architecte du palais des Thermes par Rambuteau, préfet de la Seine, et est chargé des travaux de conservation des Thermes acquises par la Ville.
En 1840, il est nommé, avec Jean-Baptiste-Antoine Lassus, inspecteur des travaux du Palais de justice. En 1840 également, il fonde la Société centrale des architectes français.
En 1843, il est nommé architecte d’un vaste ensemble réunissant le Palais des Thermes et l’Hôtel de Cluny, pour créer un nouvel établissement qui hébergerait la collection d’objets médiévaux rassemblée dès 1832 par Alexandre Du Sommerard. Le 17 mars 1844 a lieu l'inauguration du musée de Cluny, dix ans après la présentation du premier projet et après plusieurs mois de travaux. Le succès est immédiat : 12 000 visiteurs se pressent à l’inauguration. Ses choix muséographiques, imprégnés par les idéaux saint-simoniens, proches de ceux de Pierre Leroux, reflètent une pensée refusant la notion de décadence, et proposant une nouvelle lecture des formes en relation avec l'histoire politique, sociale et liturgique.

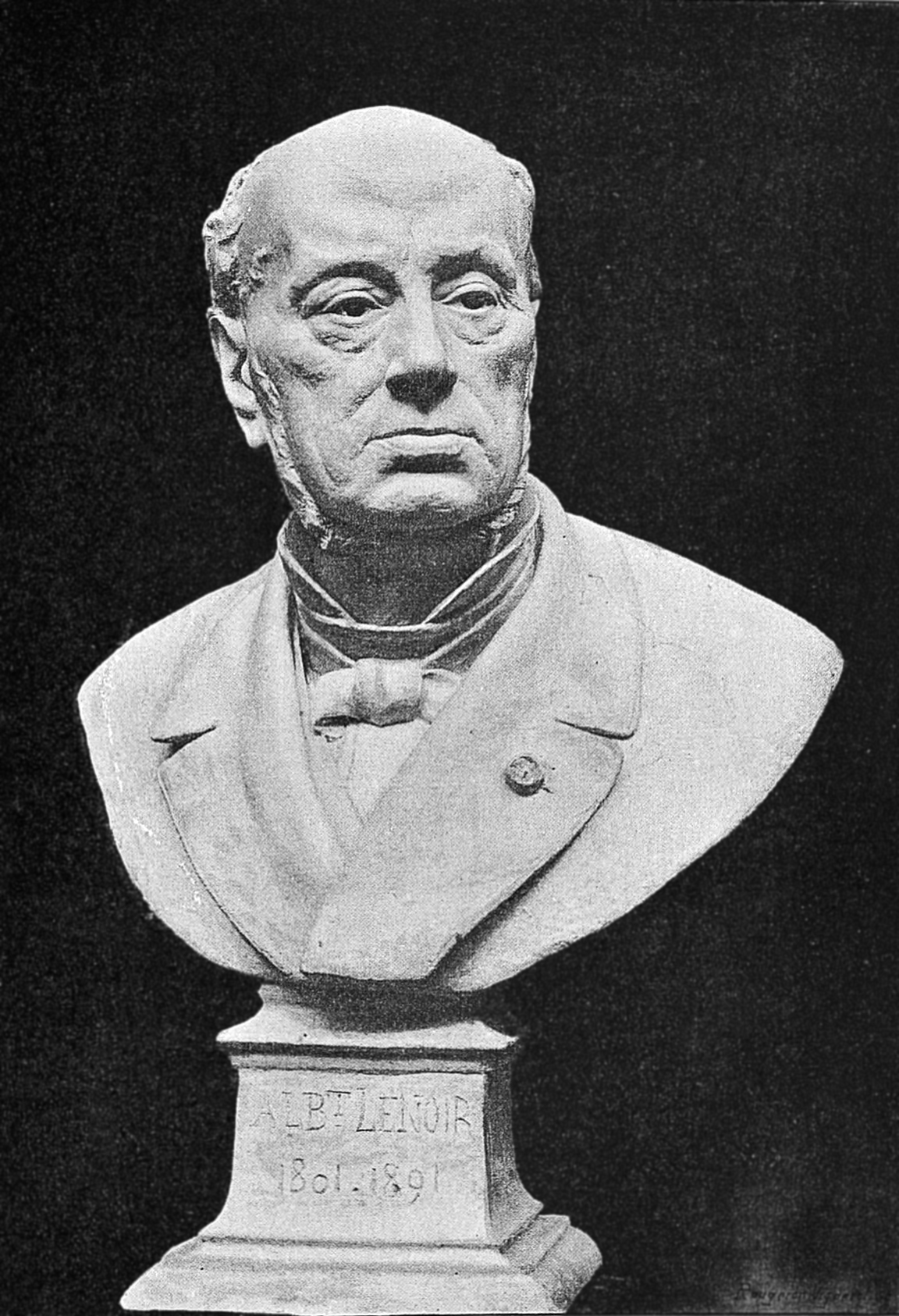
Buste d'Albert Lenoir, réalisé par son fils, Alfred Lenoir

À partir de 1856, il enseigne à l’École des beaux-arts en qualité de suppléant de Louis-Hippolyte Lebas avant d'être nommé titulaire de la chaire d’histoire de l’architecture en 1869. En 1862, il est nommé Secrétaire perpétuel de l’École.
En 1869, il est nommé membre du jury au Salon pour la section « Architecture » et est appelé à siéger à l’Institut dans le fauteuil de Claude-Philibert Barthelot de Rambuteau.
En 1884, année de son retrait de la vie publique, il est élu premier président de la Société des amis des monuments parisiens créée la même année.
Il meurt le 17 février 1891 à l’École des beaux-arts et est enterré le 20 février au cimetière du Montparnasse à Paris.

## Distinctions et sociétés
- Chevalier de la Légion d'honneur (1845)
- Officier de la Légion d'honneur (1872)
- Officier de l'ordre des Palmes académiques (officier de l'Instruction publique)[2]

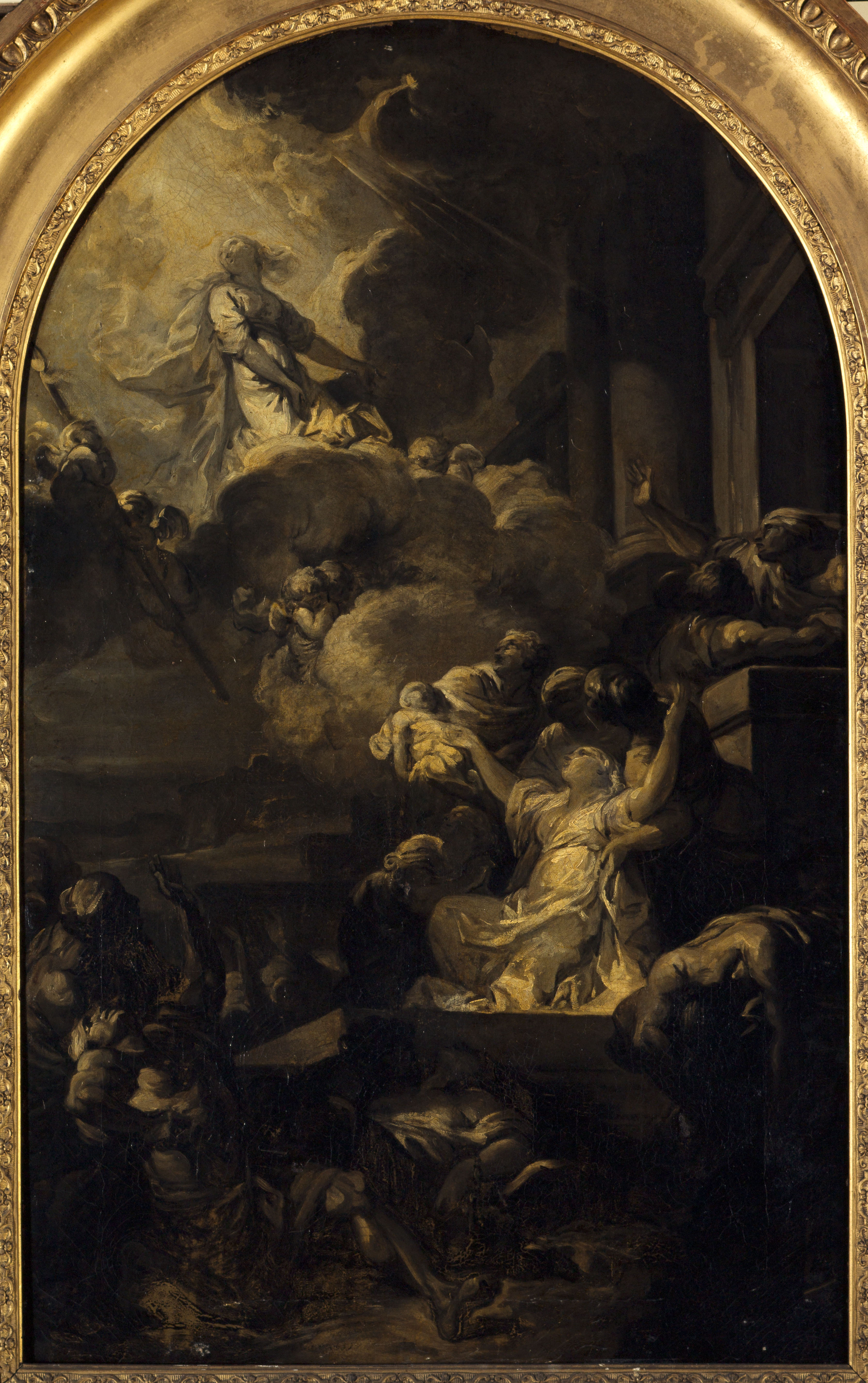
Le miracle des Ardents, tableau peint par Albert Lenoir (Musée Carnavalet)

- Le miracle des Ardents, tableau peint par Albert Lenoir (Musée Carnavalet)Membre de l’Institut (1869), fauteuil no 7
- Membre de l’Istituto di Corrispondenza Archeologica
- Membre du Comité des arts et monuments historiques
- Membre de la Société d’archéologie
- Fondateur et membre de la Société centrale des architectes français
- Membre de la Société des architectes français
- Membre de la Société de l’histoire de Paris et de l’Île-de-France
- Membre des Académies des Beaux-arts d'Athènes, de Saint-Pétersbourg, de Philadelphie[2]

## Documentation
Une partie de ses archives est déposée à l'Institut national d'histoire de l'art.